# (33163) 1998 EH
1998 EH (asteroide 33163) é um asteroide da cintura principal. Possui uma excentricidade de 0.24158360 e uma inclinação de 2.82765º.
Este asteroide foi descoberto no dia 2 de março de 1998 por ODAS em Caussols.